# Prison circulaire d'Autun
La prison circulaire d'Autun est une prison construite en 1855-1856 à Autun, place Saint-Louis, par l’architecte départemental André Berthier, avec la particularité architecturale d’être l’une des premières à adopter le mode de détention cellulaire.
Son organisation s'inspire par ailleurs d'un système baptisé « panoptique », traduction d'un modèle idéologique conçu en 1791 par le philosophe et réformateur anglais Jeremy Bentham. Ce procédé permet à un individu, logé dans une tour centrale, d’observer les prisonniers enfermés dans les cellules individuelles autour de la tour, sans que ceux-ci ne puissent savoir s’ils sont observés.

## Histoire
Au XIXe siècle se pose la question de la surpopulation carcérale : détenus politiques, opposants au nouveau régime, ouvriers ou condamnés, la proclamation du Second Empire par Louis-Napoléon Bonaparte aboutit à un flux de prisonniers.
Victor-Prosper Rey, alors maire d’Autun, obtient de l’assemblée départementale la construction d’une nouvelle prison circulaire, pour des raisons d’économie, de facilité de surveillance et de sûreté.
Jusqu’au XIXe siècle, la prison se trouvait au rez-de-chaussée du Palais de justice, à côté de la place d’Hallencourt. Elle est connue pour sa perpétuelle humidité et son délabrement. Surtout, elle est trop petite et Berthier est chargé en 1847 d’établir une étude pour la construction d’une nouvelle prison. Elle sera réalisée entre 1855 et 1856, à côté du Palais de justice ; un passage reliera la cour arrière du palais à la prison.
Cependant, cette nouvelle prison connaît de nombreux inconvénients, tout d’abord, l'absence d’infirmerie : l’administration est alors dans la nécessité d’envoyer les détenus malades à l’hospice qui, lui-même, ne dispose que d’une chambre à deux lits pour cet usage. De plus, elle n’est pas assez vaste pour loger les détenus qui y sont amenés journellement. Elle comporte seulement 30 lits, pour une population moyenne de 40 individus ; elle a  compté jusqu’à 96 prisonniers un même jour. Il faut donc faire coucher parfois des détenus sur de la paille étendue dans la salle commune, dans le cachot ou dans les trois petits cabanons destinés aux enfants, et même dans les corridors. Ensuite, la prison est dans l’incapacité de séparer les détenus en catégories de prévenus et de condamnés : ils sont donc forcés de vivre en commun, qu’ils soient civils ou militaires, accusés de crimes ou de simples délits, pervers ou scélérats, coupables d’espièglerie[Quoi ?] ou de tapage nocturne. Enfin, l’isolement était matériellement impossible : la peine de la séquestration proposée par le législateur ne put donc être respectée. Cependant, cette peine visait non seulement à punir pour la faute commise, mais aussi, et principalement, à éviter au coupable l’influence des autres détenus - bien souvent des mauvais conseils, et à le ramener, par la réflexion, la lecture et la prière, à des sentiments meilleurs. C’est un système d’enfermement absolu où le condamné est privé de toute intimité.
Désaffectée en 1956, la prison fut vendue à un particulier, qui loua les cellules comme lieux de stockage temporaires. La prison est inscrite à l’inventaire des monuments historiques depuis 1975. En mars 2003, elle devient la propriété de la ville d’Autun. Encore fermé au public, l’établissement sera accessible aux visiteurs, intégrée dans le projet d'extension du musée Rolin.

## Description
Bien qu’ayant suivi rigoureusement les instructions du ministère de l’Intérieur en ce qui concerne la taille des cellules, son originalité est de ne pas avoir bâti une tour de surveillance centrale, comme le voulait le modèle idéologique de Bentham. Berthier lui a substitué un autel surélevé, visible de toutes les cellules, où se trouvent les gardiens.
La nouvelle prison est composée de deux bâtiments : le premier est rectangulaire, et destiné à l’administration, et l’autre est une tour circulaire, conformément au type d’architecture cellulaire. Celle-ci fait 13 mètres de haut, 23 mètres de diamètre et est couverte d’une coupole, constituant la seule source de lumière. Elle est composée de 50 cellules, divisées en trois niveaux. Sur le toit se trouve une terrasse, répartie en cases, qui servait de promenade aux prisonniers.
Le bâtiment rectangulaire, situé à l’avant de la prison, contenait la greffe ainsi que le logement des gardiens.
Les 50 cellules trapézoïdales sont construites sur 4 mètres de profondeur, 2 mètres sur le petit côté et 3 mètres sur le grand.